# 中山共同発電船町発電所
中山共同発電船町発電所（なかやまきょうどうはつでんふなまちはつでんしょ）は、大阪府大阪市大正区にある火力発電所。
中山共同発電株式会社が運営している。

## 概要
中山製鋼所とトーメン（当時）が出資する株式会社中山共同発電によって建設され、1999年から運転を開始した。
ガスタービンと蒸気タービンを組み合わせたガスタービンコンバインドサイクルによる火力発電を行い、発生電力を関西電力に供給している。
日本初のプロジェクト・ファイナンスとして三和銀行と日本開発銀行（現在の日本政策投資銀行）の共同組成され、資金到達がなされた。
2003年には大阪瓦斯の子会社である株式会社ガスアンドパワーインベストメント（現・株式会社ガスアンドパワー）が株式の95%を取得している。

## 発電設備
1号機
発電方式：コンバインドサイクル発電方式
定格出力：14.9万kW
使用燃料：LNG
営業運転開始：1999年